# Józef Japa

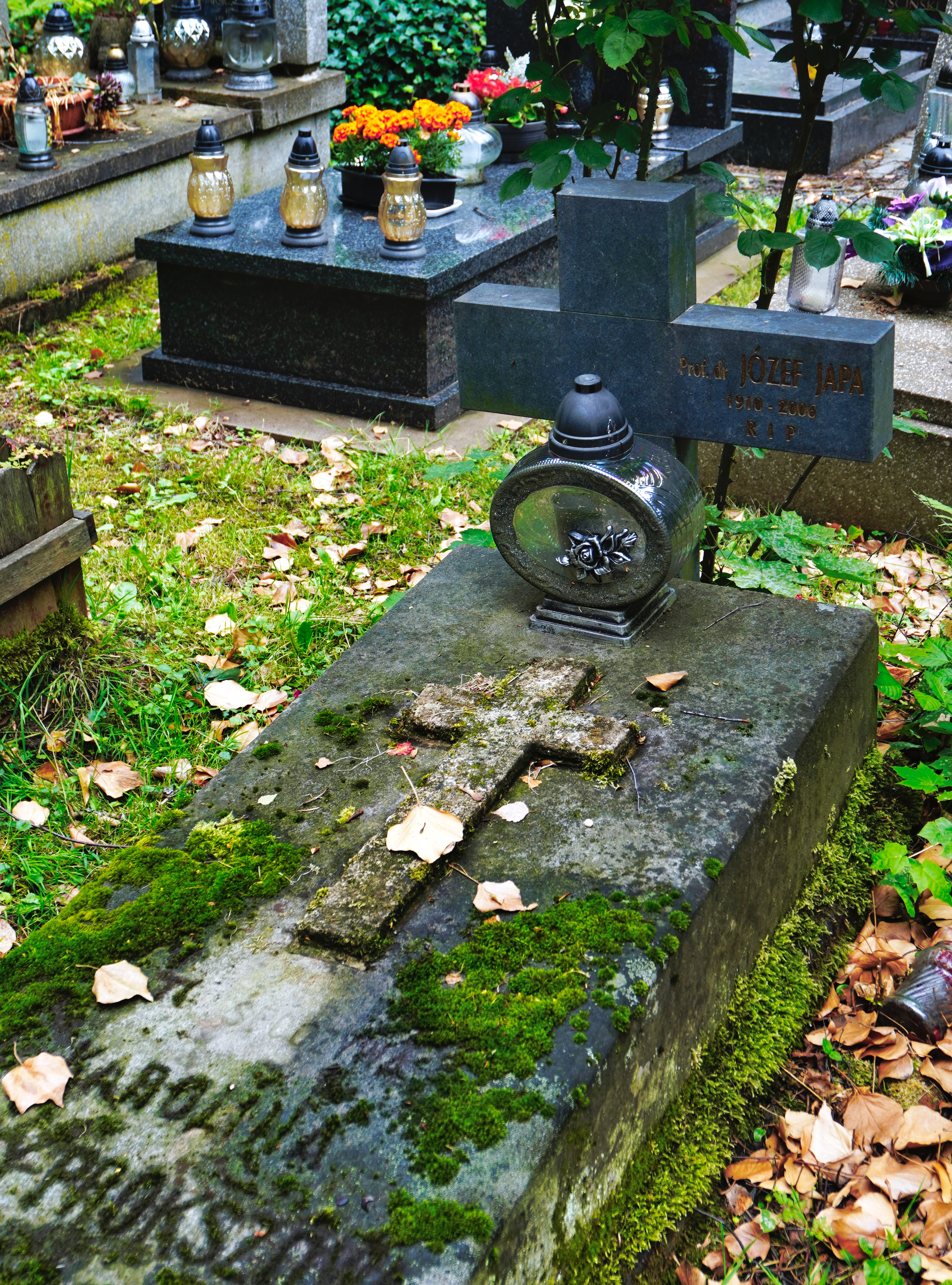
Grób Józefa Japy na cmentarzu Rakowickim w Krakowie

Józef Japa (ur. 16 marca 1910 w Jadownikach koło Brzeska, zm. 26 stycznia 2006 w Krakowie) – polski lekarz hematolog i internista.
W latach 1928–1935 studiował na Uniwersytecie Jagiellońskim pod kierownictwem profesora Mariana Gieszczykiewicza. Po studiach pracował przez krótki czas na Oddziale Chorób Wewnętrznych Szpitala Św. Łazarza w Krakowie u prof. Aleksandra Oszackiego. Następnie w 1935 przeniósł się do Lwowa, pracując w Klinice Chorób Wewnętrznych Uniwersytetu Lwowskiego pod kierownictwem prof. Romana Renckiego.
Od 1950 roku profesor I Klinki Chorób Wewnętrznych Śląskiej Akademii Medycznej w Katowicach. Profesorem nadzwyczajnym mianowany w 1950, a profesorem zwyczajnym w 1957 roku. Zajmował się proliferacją komórek krwi, morfologią krwi, zaburzeniami hemopoezy w chorobie Addisona-Biermera. Od 1981 profesor emerytowany. Odznaczony Krzyżem Oficerskim Orderu Odrodzenia Polski oraz Orderem Sztandaru Pracy I klasy.
17 listopada 1986 roku Józef Japa został uhonorowany nadaniem mu tytułu doktora honoris causa Śląskiej Akademii Medycznej (Śląski Uniwersytet Medyczny).
Pochowany został na cmentarzu Rakowickim w Krakowie.